# Dzierżążno (gromada)
Dzierżążno – dawna gromada, czyli najmniejsza jednostka podziału terytorialnego Polskiej Rzeczypospolitej Ludowej w latach 1954–1972.
Gromady, z gromadzkimi radami narodowymi (GRN) jako organami władzy najniższego stopnia na wsi, funkcjonowały od reformy reorganizującej administrację wiejską przeprowadzonej jesienią 1954 do momentu ich zniesienia z dniem 1 stycznia 1973, tym samym wypierając organizację gminną w latach 1954–1972.
Gromadę Dzierżążno z siedzibą GRN w Dzierżążnie utworzono – jako jedną z 8759 gromad na obszarze Polski – w powiecie kartuskim w woj. gdańskim na mocy uchwały nr 17/III/54 WRN w Gdańsku z dnia 5 października 1954. W skład jednostki weszły obszary dotychczasowych gromad Dzierżążno i Mezewo, ponadto osada Kaliska z dotychczasowej gromady Grzybno oraz szereg parcel obszaru obrębu katastralnego Kobysewo z dotychczasowej gromady Kobysewo – ze zniesionej gminy Kartuzy w tymże powiecie. Dla gromady ustalono 15 członków gromadzkiej rady narodowej.
1 stycznia 1960 do gromady Dzierżążno (z siedzibą w Kartuzach) włączono miejscowości Prokowo, Prokowskie Chrósty, Grzybno, Melgrowa Góra, Sarnowo, Łapalice, Mokre Łąki, Kosy, Bylewo i Dąbrowa ze zniesionej gromady Prokowo oraz miejscowości Kiełpino, Bór, Bernadówka i Leszno ze zniesionej gromady Kiełpino w tymże powiecie.
1 stycznia 1962 do gromady Dzierżążno z siedzibą w Kartuzach włączono miejscowości Ucisk i Sytna Góra z gromady Sianowo w tymże powiecie.
31 lipca 1968 do gromady Dzierżążno z siedzibą w Kartuzach włączono miejscowości Brodnica Górna, Brodnica Dolna, Dejk, Grzebieniec, Haska, Kamionka Brodnicka, Kalka, Legart, Maks, Mostki, Na Łąkach, Ostrowo, Przewóz, Przybród, Ręboszewo, Sarnówko, Smętowo Chmieleńskie, Sznurki, Szrótowo, Szklana Huta i Złota Góra ze zniesionej gromady Brodnica Górna w tymże powiecie.
1 stycznia 1970 do gromady Dzierżążno włączono część obszaru miasta Kartuzy (użytki leśne o powierzchni 260 ha) w tymże powiecie.
Gromada przetrwała do końca 1972 roku, czyli do kolejnej reformy gminnej.